# Ciciano
Ciciano è una frazione del comune italiano di Chiusdino, nella provincia di Siena, in Toscana.

## Geografia fisica
La frazione di Ciciano è situata su di una cresta collinare lungo la valle del Merse, sulla strada che collega il Senese con Massa Marittima e la Maremma grossetana. Il paese è infatti situato al confine con Montieri, e quindi con la provincia di Grosseto.

## Storia
Il toponimo Ciciano deriva con buone probabilità dal latino ilicitanus, letteralmente "bosco di lecci", anche se la tradizione locale è solita far risalire il nome alla famiglia etrusca dei Cecina.
Il borgo nacque intorno ad un antico casale medievale che iniziò a popolarsi nel XVI secolo, quando venne edificata la chiesa parrocchiale. Nel 1640 la parrocchia di Santa Maria contava solamente 69 abitanti. Lo sviluppo della frazione si ebbe tra il XVII e il XVIII secolo, con l'incremento agricolo di quel territorio e il successivo incremento della popolazione, con 160 unità registrate nel 1745, tanto da divenire presto uno dei più vivaci centri di quel versante a nord delle Colline metallifere. Nel 1833 si contavano 378 abitanti, mentre nel 1921 erano aumentati a 741. La frazione ha poi subito un forte spopolamento negli anni successivi alla seconda guerra mondiale, arrestandosi stabilmente intorno ai 300 abitanti.

## Monumenti e luoghi d'interesse
- Chiesa di Santa Maria Assunta, edificio parrocchiale risalente al 1619.
- Le Vene di Ciciano, situate poco a valle del paese, sorgenti ipotermali le cui acque sgorgano ad una temperatura di 21°.

## Società

### Tradizioni e folclore
Il gioco della Palla 21, o Palla eh!, è un antico gioco popolare conosciuto e praticato a Ciciano, uno dei pochi borghi, insieme a quelli di Torniella, Piloni, Vetulonia e Tirli, in provincia di Grosseto, e Scalvaia in provincia di Siena, dove questo tradizionale sport è sopravvissuto ancora oggi. Questi paesi si sfidano ogni anno in un regolare torneo amatoriale.

## Cultura

### Letteratura
Il paese è citato nel romanzo Un uomo solo (1978) di Carlo Cassola, dove viene descritto come un paese splendente e ricco di speranza agli occhi del protagonista anarchico Tito Mariani. Altro romanzo che cita Ciciano è La trappola di Delfino Cinelli, edito a Milano nel 1934.
A Ciciano è stata legata anche la poetessa Dina Ferri, che spesso cita il paese nelle sue opere, in quanto luogo dove la Ferri trascorse la propria infanzia.
Ciciano è citato nei due romanzi di Sandro Montomoli: "Il segreto del Miranduolo" e "Quando a Ciciano arrivò la Jaguar di Diabolik". 

### Eventi
Nel mese di agosto, inoltre, si tiene in paese la Sagra del ciaccino, giunta nel 2012 alla ventiseiesima edizione. Il ciaccino di Ciciano è una pietanza salata tipica del borgo, una schiacciata cotta a legna che ha come base un impasto con lo strutto di maiale arricchito con noci, uvetta, oppure patate, e olio d'oliva.